# Catedral de luz

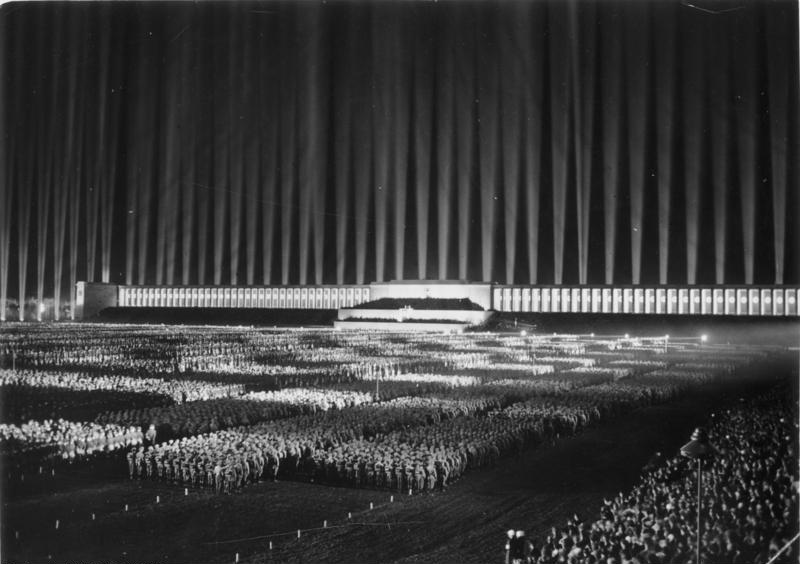
La catedral de luz sobre el Zeppelintribune

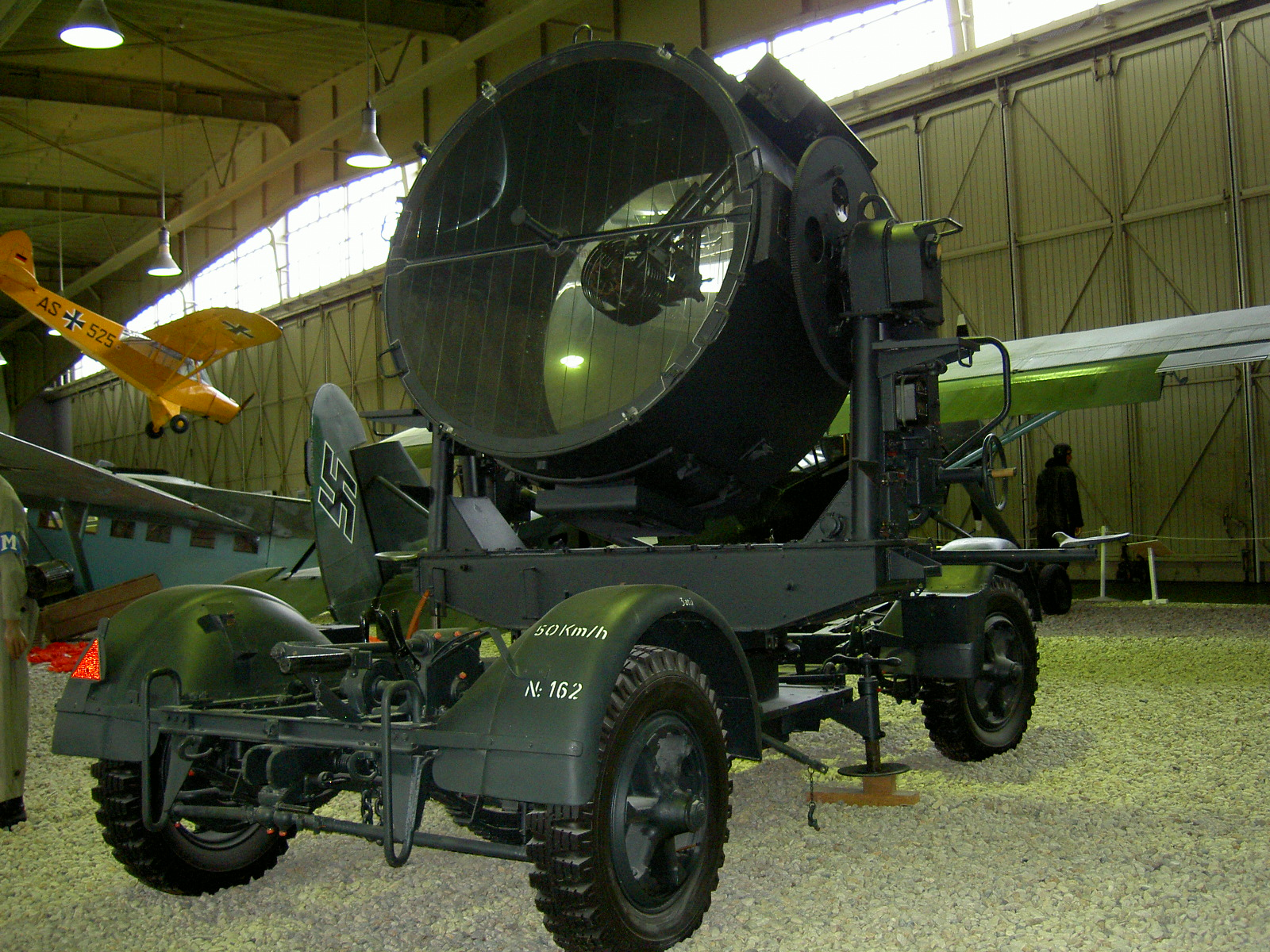
Un reflector alemán de 150 cm exhibido en el Militärhistorisches Museum Flugplatz Berlin-Gatow, 2003

La Catedral de luz o Lichtdom fue una característica estética principal de los Congresos del Partido Nacional Socialista Alemán celebrados en Núremberg desde 1934 hasta 1938. Este efecto, diseñado por el arquitecto Albert Speer, constaba de 152 reflectores antiaéreos, a intervalos de 12 metros, dirigidos hacia el cielo para crear una serie de barras verticales que rodeaban al público. El efecto fue brillante, tanto desde dentro del diseño como desde el exterior. La Catedral de luz fue documentada en la película de propaganda nacionalsocialista Festliches Nürnberg, estrenada en 1937. 
Adolf Hitler le había encargado a Speer que construyera un estadio para los congresos anuales del partido, pero el estadio no pudo completarse a tiempo para la concentración de 1933. Como un recurso provisional, utilizó 152 reflectores antiaéreos apuntando hacia arriba alrededor del área de reunión.
Los reflectores fueron tomados de la Luftwaffe, lo que causó problemas con su comandante Hermann Göring, porque representaban la mayor parte de la reserva estratégica de Alemania. Hitler lo anuló, sugiriendo que era una pieza útil de desinformación. "Si los usamos en cantidades tan grandes para algo como esto, otros países pensarán que estamos nadando en reflectores".
Aunque originalmente se habían planeado como una medida temporal hasta que se completara el estadio, continuaron usándose después para los congresos del partido. Un efecto similar fue creado para la ceremonia de clausura de los Juegos Olímpicos de 1936 en Berlín por Eberhard von der Trappen con la colaboración de Speer. Las variantes del efecto hicieron que los reflectores convergieran a un punto por encima de los espectadores. 
Los reflectores Flak utilizados se desarrollaron a fines de la década de 1930 y utilizaron reflectores de vidrio parabólico de 150 centímetros de diámetro con una producción de 990 millones de candelas. El sistema funcionaba con un generador de 24 kilovatios, basado en 51 caballos de fuerza (38 kW) motor de 8 cilindros, que proporciona una corriente de 200 amperios a 110 voltios. El reflector estaba conectado al generador por un cable de 200 metros de largo. El sistema tenía un alcance de detección de aproximadamente 8 kilómetros para objetivos a una altitud de entre 4.000 y 5.000 metros.
Speer describió el efecto: "La sensación era de una gran sala, con las vigas que servían como poderosos pilares de paredes exteriores infinitamente claras".  El embajador británico en Alemania, Sir Nevile Henderson, lo describió como "tanto solemne como hermoso ... como estar en una catedral de hielo".
Todavía se considera entre las obras más importantes de Speer. 

... el momento más dramático de los congresos del NSDAP... no fue un desfile militar o un discurso político, sino el "Lichtdom", o la Catedral de luz...
Kathleen James-Chakraborty